# Fatih
Fatih – ультраглибоководне бурове судно. Стало першим турецьким буровим судном.

## Загальні відомості
Судно спорудили як Deepsea Metro II в 2011 році на південнокорейській верфі Hyundai Heavy Industries в Ульсані на замовлення грецької компанії Metrostar Management та норвезької Odfjell Drilling (мали 60% та 40% участі у проекті відповідно). 
Судно відноситься до розробленого компанією Gusto MSC типу Gusto P10,000 та у відповідності до замовленого обладнання розраховане на роботу в районах з глибинами моря до 3048 метрів (максимальна глибина для проекту P10,000 становить 3658 метрів). При цьому воно може бурити свердловини довжиною до 12,2 км, що забезпечує бурова установка National Oilwell Varco AHD-1000 потужністю 6900 к.с. Роботи провадяться при висоті хвиль до 6 метрів з інтвервалом до 10 секунд та швидкості вітру до 49 вузлів. Судна цього типу мають резервуари для прийому 125 тисяч барелів нафти, тому здатні без додаткової підтримки провадити тривале тестування свердловин.
Силова установка складається з шести дизельних двигунів STX-MAN I-9 із генераторами потужністю по 4,3 МВт та двох двигунів STX-MAN V-18 з генераторами по 8,7 МВт.
Пересування до району робіт здійснюється самостійно зі швидкістю до 10 вузлів.
На борту забезпечується проживання до 210 осіб.
Судно використовує систему динамічного позиціонування Kongsberg DP-3.

## Служба судна
В січня 2012-го Deepsea Metro II прибуло на верф у Кейптауні (Південна Африка), де пройшло певне дообладнання для майбутніх робіт у водах Бразилії. Далі до травня 2015-го судно працювало за трирічним контрактом з Petrobras, зокрема, відомо, що взимку 2014/2015 воно завершило спорудження свердловини 9-BRSA-1280D-SES на проспекті Фарфан, де були виявлений 28-метровий нафтонасичений інтервал.
На момент завершення бразильського контракту спостерігалась надлишкова пропозиція на ринку офшорного буріння, тому Deepsea Metro II провело рік у простої на Кюрасао, а в липні 2016-го було переведене до Норвегії у Halsnøy для довгострокової консервації. На цьому тлі один зі співвласників Metrostar Management не змогла обслуговувати свої борги і в березні 2016-го втратила свою частку. Молодший партнер Odfjell Drilling також оголосив про намір продати свою участь в Deepsea Metro II. У підсумку, в листопаді 2017-го судно придбала турецька нафтогазова компанія Türkiye Petrolleri Anonim Ortaklığı (TPAO), яка перейменувала його у Fatih. У червні 2018-го Fatih прибув до Анаталії, а в жовтні розпочав спорудження свердловини Alanya-1.
У травні 2019-го судно узялось за буріння другої розвідувальної свердловини Finike-1, роботи на якій тривали щонайменше до жовтня. Свердловину заклали у водах на захід від Кіпру, на які претендує Республіка Кіпр, тому роботи охороняв турецький ВМФ. В середині листопада 2019-го Fatih розпочало спорудження третьої розвідувальної свердловини Magosa-1, так само у кіпрських водах але хоча б неподалік від контрольованого Турецькою Республікою Північного Кіпру узбережжя.
По завершенні середземноморської кампанії Fatih перейшло до Чорного моря, де в середині липня 2020-го узялось за спорудження розвідувальної свердловини Tuna-1, закладеної за сто сімдесят кілометрів на північ від Ереглі в районі з глибиною води 2115 метрів. Вже у серпні оголосили, що тут виявили гігантське газове родовище Сакар’я – наразі найбільше серед виявлених у всіх секторах Чорного моря. Роботи на свердловині продовжувались до жовтня, при цьому її поглибили до позначки у 4775 метрів та виявили третій продуктивний інтервал. В листопаді 2020 – березні 2021 Fatih спорудило на Сакар’ї дві оціночні свердловини Turkali-1 та Turkali-2, тестування яких мало здійснити в подальшому бурове судно Kanuni.
Що стосується Fatih, то воно у квітні 2021-го узялось за спорудження розвідувальної свердловини Amasra-1, розташованої північніше від Tuna-1 в районі з глибиною моря 1938 метрів. Свердловина досягнула глибини у 3850 метрів від дна моря, при цьому На початку червня турецький президент повідомив, що ця свердловина також виявила великі запаси газу (з оголошеної на той момент інформації було не зовсім ясно, чи йде мова про продовження родовища Сакар’я, а чи про іншу структуру).
Далі Fatih повернулось до спорудження оціночних свердловин та з кінця травня по кінець жовтня 2021-го пробурило Türkali-3, Türkali-4, Türkali-5 і розпочало Türkali-6 (Fatih знову концентрувалось на бурінні, тоді як тестування мало провадити Kanuni).